# أنتسيرانانا
أنتسيرانانا (بالملغاشية: Antsiran̈ana)، وكان اسمها دييغو سواريز قبل عام 1975، هي مدينة في أقصى شمال مدغشقر.
أنتسيرانانا هي عاصمة منطقة ديانا. كان عدد سكانها يُقَدَّر بـ 115,015 نسمة في عام 2013.

## المناخ
يظهر الجدول التالي التغييرات المناخية على مدار السنة لأنتسيرانانا:
| البيانات المناخية لـأنتسيرانانا                                                                 | البيانات المناخية لـأنتسيرانانا | البيانات المناخية لـأنتسيرانانا | البيانات المناخية لـأنتسيرانانا | البيانات المناخية لـأنتسيرانانا | البيانات المناخية لـأنتسيرانانا | البيانات المناخية لـأنتسيرانانا | البيانات المناخية لـأنتسيرانانا | البيانات المناخية لـأنتسيرانانا | البيانات المناخية لـأنتسيرانانا | البيانات المناخية لـأنتسيرانانا | البيانات المناخية لـأنتسيرانانا | البيانات المناخية لـأنتسيرانانا | البيانات المناخية لـأنتسيرانانا |
| الشهر                                                                                           | يناير                           | فبراير                          | مارس                            | أبريل                           | مايو                            | يونيو                           | يوليو                           | أغسطس                           | سبتمبر                          | أكتوبر                          | نوفمبر                          | ديسمبر                          | المعدل السنوي                   |
| ----------------------------------------------------------------------------------------------- | ------------------------------- | ------------------------------- | ------------------------------- | ------------------------------- | ------------------------------- | ------------------------------- | ------------------------------- | ------------------------------- | ------------------------------- | ------------------------------- | ------------------------------- | ------------------------------- | ------------------------------- |
| الدرجة القصوى °م (°ف)                                                                           | 36.3 (97.3)                     | 34.6 (94.3)                     | 34.8 (94.6)                     | 35.0 (95.0)                     | 33.6 (92.5)                     | 33.0 (91.4)                     | 33.0 (91.4)                     | 33.0 (91.4)                     | 33.0 (91.4)                     | 37.0 (98.6)                     | 38.0 (100.4)                    | 39.0 (102.2)                    | 39.0 (102.2)                    |
| متوسط درجة الحرارة الكبرى °م (°ف)                                                               | 30.2 (86.4)                     | 30.2 (86.4)                     | 30.6 (87.1)                     | 31.0 (87.8)                     | 30.4 (86.7)                     | 29.3 (84.7)                     | 28.7 (83.7)                     | 28.7 (83.7)                     | 29.5 (85.1)                     | 30.5 (86.9)                     | 31.5 (88.7)                     | 31.4 (88.5)                     | 30.2 (86.4)                     |
| المتوسط اليومي °م (°ف)                                                                          | 26.0 (78.8)                     | 26.0 (78.8)                     | 26.2 (79.2)                     | 26.3 (79.3)                     | 25.4 (77.7)                     | 24.1 (75.4)                     | 23.5 (74.3)                     | 23.4 (74.1)                     | 24.1 (75.4)                     | 25.2 (77.4)                     | 26.3 (79.3)                     | 26.5 (79.7)                     | 25.2 (77.4)                     |
| متوسط درجة الحرارة الصغرى °م (°ف)                                                               | 22.8 (73.0)                     | 22.7 (72.9)                     | 22.9 (73.2)                     | 22.6 (72.7)                     | 21.6 (70.9)                     | 20.2 (68.4)                     | 19.6 (67.3)                     | 19.4 (66.9)                     | 20.0 (68.0)                     | 21.2 (70.2)                     | 22.5 (72.5)                     | 22.9 (73.2)                     | 21.5 (70.7)                     |
| أدنى درجة حرارة °م (°ف)                                                                         | 17.0 (62.6)                     | 16.6 (61.9)                     | 14.0 (57.2)                     | 17.8 (64.0)                     | 16.2 (61.2)                     | 13.5 (56.3)                     | 13.8 (56.8)                     | 13.0 (55.4)                     | 14.7 (58.5)                     | 16.3 (61.3)                     | 18.2 (64.8)                     | 18.7 (65.7)                     | 13.0 (55.4)                     |
| معدل هطول الأمطار مم (إنش)                                                                      | 337.5 (13.29)                   | 305.8 (12.04)                   | 179.4 (7.06)                    | 52.3 (2.06)                     | 13.4 (0.53)                     | 19.1 (0.75)                     | 19.0 (0.75)                     | 18.7 (0.74)                     | 8.8 (0.35)                      | 17.4 (0.69)                     | 54.6 (2.15)                     | 170.8 (6.72)                    | 1٬196٫8 (47.12)                 |
| متوسط أيام هطول الأمطار (≥ 1.0 mm)                                                              | 16                              | 15                              | 12                              | 6                               | 4                               | 3                               | 4                               | 4                               | 2                               | 3                               | 5                               | 10                              | 84                              |
| متوسط الرطوبة النسبية (%)                                                                       | 79                              | 92                              | 81                              | 76                              | 70                              | 68                              | 66                              | 66                              | 66                              | 65                              | 71                              | 76                              | 72                              |
| ساعات سطوع الشمس الشهرية                                                                        | 189.2                           | 170.0                           | 214.9                           | 256.4                           | 284.8                           | 256.5                           | 273.1                           | 283.6                           | 293.3                           | 306.8                           | 281.5                           | 228.9                           | 3٬039                           |
| المصدر #1: NOAA                                                                                 |                                 |                                 |                                 |                                 |                                 |                                 |                                 |                                 |                                 |                                 |                                 |                                 |                                 |
| المصدر #2: الأرصاد الجوية الألمانية (humidity, 1951–1967), Meteo Climat (record highs and lows) |                                 |                                 |                                 |                                 |                                 |                                 |                                 |                                 |                                 |                                 |                                 |                                 |                                 |

## وصلات خارجية
- Atlantis Loved Kilimanjaro (portcityskies.tawa.asia) at Archive.is (نسخة محفوظة [Date missing])
- Diego Suarez review (madacamp.com)